# Ястребац (община Владичин хан)
Вижте пояснителната страница за други значения на Ястребац.
Ястребац (на сръбски: Јастребац или Jastrebac) е село в Югоизточна Сърбия, Пчински окръг, община Владичин хан.

## Население
Според преброяването на населението от 2011 г. селото има 120 жители.

### Етнически състав
Данните за етническия състав на населението са от преброяването през 2002 г.
- сърби – 221 жители (100%)